# 언페어 더 무비
언페어 더 무비(アンフェア the movie)는 2007년 3월 17일에 개봉한 시노하라 료코 주연의 영화이다.

## 개요
2006년에 간사이 TV 방송·교도 TV 제작, 후지 TV에서 방송 된 텔레비전 드라마 《언페어》의 영화판. 본작은 〈언페어 the special~코드 브레이킹 암호 해독~〉의 직접적 속편이며, 텔레비전 시리즈, 스페셜판의 모든 수수께끼가 풀리지만, 새로운 수수께끼를 남긴다. 주연은 텔레비전 시리즈, 스페셜판과 같은 시노하라 료코.
흥행 수입은 27억 2000만엔.
캐치카피는 유키히라 나츠미, 최후의 사건(雪平夏見、最後の事件) / '믿을 수 있는 것은, 나 자신 뿐(信じられるのは、自分だけ).
속편 《언페어 the answer》는 2011년 9월 17일에 개봉되었다.

## 줄거리
추리 소설형 예고 살인, 모금형 유괴 사건, X마크 연쇄 살인 사건, 그리고 코드 브레이킹 암호 해독 사건이 해결되고, 유키히라의 아버지의 죽음의 진상이 밝혀져 모든 사건이 끝나는 것처럼 보였다.
그러던 중, 유키히라의 딸 미오가 폭파 사건에 휘말려 병원으로 옮겨진다. 그러나 병원은 테러리스트에 의해 이미 아수라장이 된 상태.
사태를 직감한 유키히라는 미오를 구하기 위해 홀로 병원에 잠입하고, 테러리스트와의 싸움에 몸을 던진다.

## 등장인물
- 유키히라 나츠미 - 시노하라 료코

경시청 공안부 공안 총무과 주임 경부보.
前 경시청 형사부 수사1과 주임. 쓸데없이 미인, 난잡한 방식과 총 쓰는 일도 마다하지 않는다. 경시청 검거율 No.1.
- 사이키 진 - 에구치 요스케

경시청 공안부 공안 총무과 관리관 경시.
유키히라의 상사. 술은 못하지만 단 것을 즐기는 사람. 별사탕을 자주 먹는다. 약혼자가 폭파 사건에 휘말린 과거가 있으며, 끝이 좋으면 만사 OK라고 생각하는 타입.
- 고토 구니아키 - 시나 깃페이

테러리스트 조직의 리더. SAT 지휘관 경력이 있다. 병원 점거 사건을 일으킨 주범으로, 이전 동료들을 모아 경찰에 대항한다.
- 도다 - 나리미야 히로키

고토가 거느리는 테러리스트 조직의 멤버. 병원 점거 실행범으로서 이번 사건을 지휘한다. 고토를 진심으로 존경하여, 고토의 명령을 거역할 수 없다.
- 고쿠보 유지 - 아베 사다오

경시청 형사부 수사1과 관리관 경시.
유키히라의 상사이며, 그녀를 매우 싫어한다. 관리관이 되고난 후부터 볼펜을 딸깍거린다.
- 하스미 안나 - 하마다 마리

前 경시청 형사부 수사1과 정보해석계 순사부장.
친구였던 유키히라를 배신하고 병원 점거를 돕는다.
- 미카미 가오루 - 가토 마사야

경시청 형사부 감식과 검시관.
유키히라의 파트너이며, 깊은 통찰력을 가졌다.
- 야마지 데쓰오 - 테라지마 스스무

경시청 형사부 수사1과 특수방 관리관 경시.
하스미의 연인. 수사1과 관리관이었으나, 전작 사건의 책임을 지고 교체되었다. 이번에 특수반 관리관으로 승진하였다.
- 사토 미오 - 무카이치 미온

유키히라와 가즈오의 초등학생 딸.
폭파 사건에 휘말려 도요스 경찰병원에 입원한다.
- 히로코 - 가토 로사

도요스 경찰병원 미오의 담당 간호사.
- 이리에 - 오스기 렌

경시청 차장 경시감.
경찰의 체면을 중시하고, 경찰청 장관 자리를 노리고 있다.
- 경시 총감 - 데라마 미노리

경찰청 장관이 도요스 경찰병원에 있기 때문에 병원에서 사건을 지휘한다.
- 시노자키 - 하마다 아키라

경찰청 장관. 도요스 경찰병원에 입원하고 있어서 테러리스트 조직의 인질이 된다.
- 마키코 - 도야마 교코

사이키 진의 前 약혼자. 사이키를 대신해 폭파 사고에 뛰어들었고 다행히 목숨은 건지지만, 전신 화상을 입고 자살.
- 마키코의 어머니 - 아사카 마유미

- 히카와 - 구도 슌사쿠

제1SAT대 중대장.
테러리스트에 의해 점거 된 병원으로 뛰어들지만 총 소리로 위장해 수신을 끊고 테러리스트로 탈바꿈, 제2SAT대를 전부 사살한다.

## 제작
- 원작 - 하타 다케히코
- 제작 - 다니 다니조, 가메야마 지히로, 시마타니 요시나리
- 감독 - 코바야시 요시노리 (교도 TV)
- 각본 - 사토 시마코
- 음악 - 스미토모 노리히토
- 프로듀서 - 요시조 히데키, 이나다 히데키
- 촬영 - 오이시 히로노부
- 편집 - 호가키 준노스케
- 배급 - 도호

## 주제가
- 주제가
  - I'm Here - 이토 유나

- 삽입곡
  - Reason Why - 이토 유나

## 관련 상품
- 언페어 the special~코드 브레이킹 암호 해독~ DVD (2007년 4월 4일)
- 언페어 the movie 오리지널 북 (2007년 3월 7일)
- 언페어 the movie 오리지널 사운드 트랙 (2007년 3월 21일)
- 언페어 the movie DVD (2007년 9월 19일)

## 같이 보기
- 언페어
- 언페어 the answer